# Kotabala adiveyyai
Kotabala adiveyyai är en insektsart som beskrevs av Chandrasekhara A. Viraktamath 1998. Kotabala adiveyyai ingår i släktet Kotabala och familjen dvärgstritar. Inga underarter finns listade i Catalogue of Life.